# ヴァネヴァー・ブッシュ
ヴァニーヴァー・ブッシュ（英: Vannevar/væˈniːvɑr/ Bush、1890年3月11日 - 1974年6月30日）は、アメリカの技術者・科学技術管理者。アナログコンピュータの研究者、情報検索システム構想 memex 提唱者、マサチューセッツ工科大学副学長、また原子爆弾計画の推進者として知られる。マサチューセッツ州エバレット出身。

## 経歴
- 1890年、マサチューセッツ州エバレットにて牧師リチャード・ペリー・ブッシュとエマ・リンウッド夫妻の長男・第三子として誕生。名前は父リチャードの友人ジョン・ヴァネヴァーにちなんで付けられた。
- 1913年、タフツ・カレッジを卒業。
- 1917年、ハーバード大学とマサチューセッツ工科大学から工学博士号を授与される。
- 第一次世界大戦中、米国学術研究会議で働き、潜水艦を発見するための技術を開発。
- 1919年、MITの電気工学科に移籍し1923 - 1932年の間、教授として在職。このとき、18変数の微分方程式を解くことが出来るアナログコンピュータである微分解析機を開発した。そのときの教え子クロード・シャノンはデジタル回路を生み出した。
- 1932 - 1938年には、MIT副学長と工学部学部長を務めた。

### 戦時中
- 1939年、ワシントン・カーネギー研究機構の総長職となった。この研究所は権威が高く評価されていて研究資金も潤沢であった。ブッシュはアメリカ国内の研究の方向性を左右する力を得て、軍事的な方向に舵を取るとともに非公式な政府の科学顧問としても助言をする立場となった。また、アメリカ航空諮問委員会の議長も務め、政治的役割を鮮明にした。
- 1940年、アメリカ国防研究委員会(NDRC)の議長となる。ブッシュはNDRC設立を強力に推し進めた。というのも第一次世界大戦の際に科学者と軍の協力関係がうまく機能していないことを見てきたからであった。ブッシュは1940年6月12日に大統領と会談し、部局の新設についての文書を得た。ルーズベルトはそれを10分で許可したという。政府はブッシュが権力を握って政府を無視して事を進めるのを苦々しく思っていた。ブッシュは後に「その通りだった」と認めている。この軍と科学の協力関係によって第二次世界大戦に勝利したと言っても過言ではない。レーダー科学者アルフレッド・ルーミスは「1940年の夏に、あの男たちが死んでいたら、その後は大変な惨状が待っていただろう。その第一は大統領であり、二番目か三番目にDr.ブッシュが挙げられる」と言った。
- 1941年、NDRCはブッシュが局長を務める科学研究開発局(OSRD)の一部となり、同局はマンハッタン計画を含む戦時中の科学研究の調整・制御役を演じた。

### 戦後
- 1950年、ブッシュは戦時中に培われた軍産学の協力関係を維持するために米国科学財団(NSF)を設立し、軍需企業のレイセオン社の設立にも関与した。
- 1980年、NSFはヴァネヴァー・ブッシュ賞を設立した。

### 受賞歴
- 1943年 - アメリカ電気学会よりエジソンメダル
- 1945年 - 米国科学アカデミーより公共福祉メダル
- 1946年 - ワシントン賞
- 1949年 - IRIメダル
- 1951年 - ジョン・フリッツ・メダル
- 1953年 - ジョン・カーティー賞
- 1963年 - アメリカ国家科学賞

## memex
メメックスは情報検索システムとして、後に登場するパーソナルコンピュータやコンピュータのユーザーインターフェイス、Webブラウザなどで広く利用されているハイパーテキストの概念に大きな影響を与えた。
1930年代、彼はmemexと呼ぶ概念を発表した。これはマイクロフィルムを使った機器を想定したもので、彼の持つ本もレコードも全て内蔵し、通信機能を有し、高速性と柔軟性を備えた機械である。
memex はブッシュが情報工学に疎かったせいもあってそのまま実現するのは困難である。また、ブッシュはその方面の従来のシステムについて調べようともしていない。彼は1938年に Leonard Townsend が提案したマイクロフィルムベースのワークステーションについても知らなかったし、1931年に Emmanuel Goldberg が特許を取得したマイクロフィルムと電子工学を基にしたセレクターについても知らなかったと思われる。
彼は人文科学や社会科学を軽蔑しており、彼の考えを洗練させる助けをしてくれるかもしれない図書館員と話すことも忌避したという。しかし、それでも memex は重要な業績である。というのも、これが現代のハイパーテキスト技術の開発に直接影響を与えているからであり、しかも、いま我々が目にしているWikipediaを連想するような言葉も残している。
記憶を増加させることの可能性について数年間考えたブッシュは、1945年7月の Atlantic Monthly誌に「As We May Think」という論文を発表した。この論文でブッシュは「全く新しい形の百科事典が出てくるだろう。項目同士が網の目のように関連付けられていて、memex に入れることによってさらに威力を発揮するだろう」と予言している。数ヵ月後（1945年9月10日）、Life誌は「As We May Think」の要約版を掲載し、そこに memex の予想図も載せた。このバージョンが後にテッド・ネルソンやダグラス・エンゲルバートに読まれ、ハイパーテキストと呼ばれるアイデアを生み出させる触媒として働いた。

## 人名由来語
ヴァネヴァー・ブッシュの名前は不名誉な人名由来語となっている。ヴァネヴァーは彼の技術への過信を表す言葉となった。彼は核兵器がICBMのようなミサイルの弾頭に収まるほど小さくなることはあり得ないと断言したことがある。また、「電子頭脳」のサイズに関して、エンパイアステートビルディングの大きさで冷却装置がナイアガラ滝ほどにもなると予言したこともあるが、これを比喩と捉えれば、たとえばGoogleの全部のLinuxサーバを集めればその程度のサイズになるかもしれない。